# بانكاج كومار راو
بانكاج كومار راو (19 أكتوبر 1989 - ) هو لاعب كريكت هندي. لعب مع Madhya Pradesh cricket team ‏.

## وصلات خارجية
- بانكاج كومار راو على موقع إي آس بي آن كريك إنفو (الإنجليزية)